# Calceta (ciudad)
Calceta es una ciudad ecuatoriana, cabecera del cantón Bolívar, en la provincia de Manabí. Su principal actividad económica es la agricultura, ganadería, comercio y la elaboración de artesanías con paja mocora y algodón.

## Historia
Las montañas de Calceta fueron residencia de los Caras, así lo determinan los hallazgos arqueológicos, entre los que se destacan petroglifos, objetos de cerámica, huesos y otros restos.
Igualmente se cree que influyeron otras culturas, como los Tosahuas, Machalilla, Chorrera, Valdivia y Guangala, de las cuales se han encontrado vestigios en comunidades como Mamey Colorado, Paraíso, Membrillo, Mocochal, Quiroga y hasta en Calceta.
Calceta comenzó a formarse por el siglo XVII aunque sus territorios formaron parte del antiguo Gobierno de Caráquez además empezó a ser notable por la corriente migratorias del siglo XVIII cuando las sequías invadían las temporadas en Portoviejo y estos los obligaba a almacenar granos en la etapa de lluvia y así satisfacer sus necesidades de alimentación. Muchos hombres llegaron movidos por la abundancia del caucho, la tagua y maderas. Uno de los primeros hombres que se asentó a orillas del Río Carrizal se llamaba José Miguel Zambrano, quien se dedicó a la transportación fluvial utilizando una canoa y una balsa; además se dedicó a la artesanía, elaboración de alforjas, chalinas, y calcetines de algodón e hilo; Zambrano fue apodado "Calceta" puesto que introdujo el uso de las medias o calcetas en la ciudad.
En 1878, Calceta fue considerada como parroquia civil, anexada al cantón Rocafuerte. La inauguración oficial de la nueva parroquia tuvo lugar el 22 de marzo de 1879.
Como Teniente Político de la parroquia fue designado José Joaquín Alarcón, ejerciendo tales funciones hasta 1881.
Los primeros fervores de cantonización asoman en 1909, cuando un grupo de ciudadanos de Chone busca crear una nueva provincia con el cantón Bolívar, idea que no fue bien recibida porque se trataba de fraccionar a Manabí.
La idea de cantonizar Calceta fue presentada en el Congreso en 1909, pero es descartada ante los argumentos de un representante de Manabí, oriundo de Rocafuerte. En 1912, el diputado manabita Sergio Domingo Dueñas presentó nuevamente el proyecto de cantonización, el que provocó interés por las estadísticas, pues el número de habitantes que había en el cantón era considerable.
Fue el 7 de octubre de 1913 que se emitió la resolución respectiva, por parte del Congreso Nacional, y el General Leonidas Plaza puso el ejecútese al día siguiente, 8 de octubre, y se publica en el Registro Oficial el 10 de octubre. La noticia de la cantonización llegó al pueblo de Calceta el 13 de octubre.

## Geografía
Posee un agradable clima y una amplia vegetación. Aquí se encuentra la Presa “Sixto Durán Ballén”, más conocida como La Esperanza. El río Carrizal es la principal fuente hídrica del cantón, navegable durante el invierno, donde también se practica la pesca. Existe una serie de balnearios, que ofrecen diversión a sus visitantes, durante todo el año. Uno de los balnearios más visitados es el de Platanales que se encuentra ubicado al sureste de la ciudad en las coordenadas geográficas: latitud 0º51´04.4´´S; y longitud 80º08`58.4´´W.
El territorio es bastante montañoso y tiene una extensión de 537,8 km². Las principales montañas del cantón son El Bejuco y Membrillo. Posee una población aproximada de 32 mil habitantes.

## Ejes de desarrollo

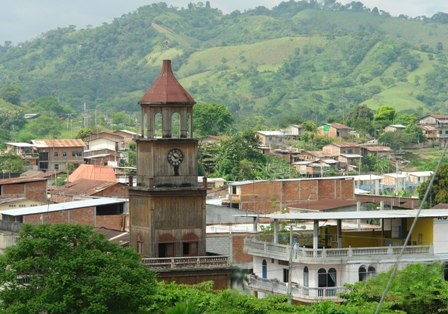
Reloj Público-Calceta

Calceta "La Sin Par" no solo es historia, esta bella ciudad manabita cuenta con diferentes ejes que han permitido su desarrollo en los últimos años entre los que destaca la presencia de diferentes instituciones como la Escuela Superior Politécnica Agropecuaria de Manabí "Manuel Félix López" (ESPAM MFL), el Banco de Fomento, Banco Pichincha, Cooperativa de Ahorro y Crédito Calceta Ltda.; Calceta TV SA.   Emprendimientos foráneos como almacenes TÍA y JUNICAL además de un sector ganadero y agrícola pujante. En esta ciudad se encuentra el grupo Avícola BILA, una empresa que fomenta la avicultura a nivel nacional y genera cientos de plazas de trabajo a la provincia. Vía a Canuto también se encuentra la Corporación Fortaleza del Valle, una Asociación de productores de cacao orgánico que exporta directamente a Europa y Norteamérica. El Proyecto de riego Carrizal Chone tiene como eje a esta ciudad, por lo que se vislumbra en un futuro próximo como un centro agroindustrial de la provincia de Manabí.

## Gastronomía

### Dulces
Calceta es conocida a nivel nacional por la producción de dulces como son: 
- Dulce de piña (tiene casi un centenar de años en la región), bocadillos de leche, polvorones, turrón de maní, cocadas, huevos mollos o alfeñiques, alfajores de maicena rellenos con chocolate y canela, natilla, limón relleno de manjar, galletas de almidón, los empolvados, los troliches y los bizcochuelos lustrados, estos son los más representativos de las 300 variedades que existen. 
La confitería se dio a raíz de que los colonos españoles llegaron a América e introdujeron nuevos productos y animales a la dieta que ya existía. Las mujeres españolas y las cocineras indígenas empezaron a hacer preparaciones como maní y maíz garrapiñado, dulces que pretendían imitar a las nueces, avellanas y almendras confitadas. 

### Otros productos
La ciudad posee la misma tendencia que Manabí en cuanto a productos más utilizados como son el queso o los lácteos en general, el pollo, el plátano verde y el arroz. Sin embargo, se pueden encontrar más productos y preparaciones que se consumen y que podrían aprovecharse y darse a conocer.

### Preparaciones tradicionales y festivas
Las preparaciones más importantes y representativas de la ciudad son: 
Sal prieta, la tonga, viche, tamal, sopa de fréjol seco, bollo, corviche, bolas de plátano, tortillas de yuca, llapingachos de yuca, menestra de fréjol de palo, mistelas, colada, borroque, chucula, chicha de santo, ron pope. 
En días festivos se prepara:
Caldo de gallina criolla, aguado de gallina, menestra con caldo de menudencias, estofado de gallina criolla, plátano con queso rallado o maní quebrado, bolas de maní y bolas de plátano con chicharrón o queso, tortilla horneada de maíz o de yuca, pan de almidón y la tradicional chicha de maíz.

## Turismo

### Lugares turísticos

#### Platanales
En este lugar se pueden encontrar una gran variedad de preparaciones. Hay varios locales colocados en cabañas que ofrecen la gastronomía local, sobre todo son conocidos por sus aguados de gallina, la tonga y hornado de cabeza de chancho. 

#### Quinta Colina del Sol
Está ubicada en la parte central de la comunidad de Bejucal, es llamada Quinta Colina del Sol ya que la mayoría de la propiedad es una colina, desde el mirador que se encuentra en lo más alto se puede observar toda la ciudad de Calceta. En este lugar se exhiben varios objetos situados en un museo propio del lugar. Empezando por la vivienda de "Don Eumeny", el historiador Álava, dueño de la Quinta, donde se pueden encontrar trabajos en zapán (tallo seco del plátano), realizados por él mismo. También se encuentran objetos como una marimba sintetizada hecha de caña de guadua, objetos hechos con las mazorcas secas de cacao, así como las deliciosas mistelas que se venden en botellas decoradas. En este lugar se realizan diferentes eventos como la "Feria Provincial de la comida típica manabita" realizada en el mes de octubre, su fecha exacta se calcula luego de las fiestas de la ciudad, es decir del 13 de octubre. De igual manera, en junio se realiza el "Festival del Viche y la Sal Prieta", y finalmente en el mes de agosto se realiza el "Festival del Cacao".